# Айова-Парк (Техас)
Айова-Парк (англ. Iowa Park) — місто (англ. city) в США, в окрузі Вічита штату Техас. Населення — 6535 осіб (2020).

## Географія
Айова-Парк розташована за координатами 33°57′47″ пн. ш. 98°41′0″ зх. д. / 33.96306° пн. ш. 98.68333° зх. д. (33.962927, -98.683230).  За даними Бюро перепису населення США в 2010 році місто мало площу 11,67 км², з яких 10,66 км² — суходіл та 1,01 км² — водойми.

## Демографія
Згідно з переписом 2010 року, у місті мешкало 6355 осіб у 2512 домогосподарствах у складі 1824 родин. Густота населення становила 545 осіб/км².  Було 2794 помешкання (239/км²).
Расовий склад населення:
| - 94,9 % — білих - 1,2 % — корінних американців - 0,5 % — азіатів - 0,4 % — чорних або афроамериканців - 1,4 % — осіб інших рас |

До двох чи більше рас належало 1,6 %. Частка іспаномовних становила 5,8 % від усіх жителів.
За віковим діапазоном населення розподілялося таким чином: 25,4 % — особи молодші 18 років, 59,0 % — особи у віці 18—64 років, 15,6 % — особи у віці 65 років та старші. Медіана віку мешканця становила 38,7 року. На 100 осіб жіночої статі у місті припадало 92,3 чоловіків;  на 100 жінок у віці від 18 років та старших — 89,2 чоловіків також старших 18 років.
Середній дохід на одне домашнє господарство  становив 53 130 доларів США (медіана — 45 208), а середній дохід на одну сім'ю — 59 193 долари (медіана — 53 905). Медіана доходів становила 38 467 доларів для чоловіків та 34 397 доларів для жінок. За межею бідності перебувало 8,6 % осіб, у тому числі 4,2 % дітей у віці до 18 років та 9,7 % осіб у віці 65 років та старших.
Цивільне працевлаштоване населення становило 2799 осіб. Основні галузі зайнятості: освіта, охорона здоров'я та соціальна допомога — 27,5 %, роздрібна торгівля — 14,9 %, виробництво — 11,6 %.